# Chiesa di Dio Padre Misericordioso
Chiesa di Dio Padre Misericordioso er en kirke og borgercenter i bydelen Tor Tre Teste i Rom. Kirken tegnet af den amerikanske arkitekt Richard Meier, der blev udpeget til at tegne bygningerne i konkurrence med bl.a. Frank Gehry, Santiago Calatrava og Tadao Ando i 1996.

## Eksterne links
- Officiel website
- Photos of exterior and interior of church Arkiveret 28. september 2007 hos  Wayback Machine

41°52′57″N 12°35′08″Ø / 41.88250°N 12.58556°Ø